# Objekt (Philosophie)
Der Begriff Objekt (von lateinisch obiectum das ‚Entgegengeworfene‘ als Partizip Perfekt Passiv von lateinisch obicere ‚sich zeigen‘, ‚vor Augen führen‘) ist ein in der Philosophie vielfältig verwendetes Konzept. In der Ontologie wird „Objekt“ oft synonym mit „Gegenstand“ verwendet. In diesem Sinne gilt „Objekt“ mit „Eigenschaft“ und „Ereignis“ als grundlegende ontologische Kategorie, die alles Existierende, jede Entität, umfassen soll. In der ontologischen Debatte wird insbesondere das Verhältnis des Objekt- oder Gegenstandsbegriffes zu den anderen grundlegenden Begriffen thematisiert. So wird etwa diskutiert, ob Eigenschaften  eine von Objekten unabhängige Existenz zugesprochen werden kann, oder ob sich Ereignisse auf die Verteilung von Eigenschaften auf Objekte in der Zeit zurückführen lassen.
Seit dem Dualismus Descartes wird das Objekt außerdem dem Subjekt gegenübergestellt (Subjekt-Objekt-Spaltung). Ein Subjekt kann im ontologischen Sinne durchaus als Objekt gelten. Der entscheidende Unterschied ist hier vielmehr, dass das Subjekt als das „aktiv Wahrnehmende“ definiert ist, während das Objekt das passiv in der Wahrnehmung Gegebene ist.

## Objektbegriff in verschiedenen Traditionen
Neben den allgemeinen Bedeutungen des Objektbegriffs im Sinne der Ontologie und der Subjekt-Objekt-Dichotomie wurde der Objektbegriff in verschiedenen Traditionen immer wieder als Terminus technicus verwendet:
- Bei Thomas von Aquin wird die klassische Substanz (lateinisch substantia, paradoxerweise das grammatische Subjekt eines Satzes, worüber etwas ausgesagt wird) als materiales Objekt verstanden.
- In Immanuel Kants Transzendentalphilosophie gelten die durch Kategorien geordneten Eindrücke als Objekte. Objekte sind bei Kant also die Erscheinungen, denen eine empirische Realität zukommt. Sie sind jedoch transzendental ideal, also vom Ding an sich zu trennen: „Objekt aber ist das, in dessen Begriff das Mannigfaltige einer gegebenen Anschauung vereinigt ist.“ (Kant: Kritik der reinen Vernunft S.B137)
- In der Philosophie des 18. und 19. Jahrhunderts konstituieren Subjekt und Objekt einander insbesondere in der Erkenntnistheorie. In der hegelschen Dialektik wird die Spaltung idealistisch aufgehoben.
- Im Symbolischen Interaktionismus wird die Bedeutung von sozialen Objekten im symbolisch vermittelten Handlungsprozess hervorgebracht. Ähnlich versucht die Handlungstheorie, die Philosophie im Handeln beginnen zu lassen, und dadurch die Opposition des Objekts im Vorwege zu vermeiden.